# 1003

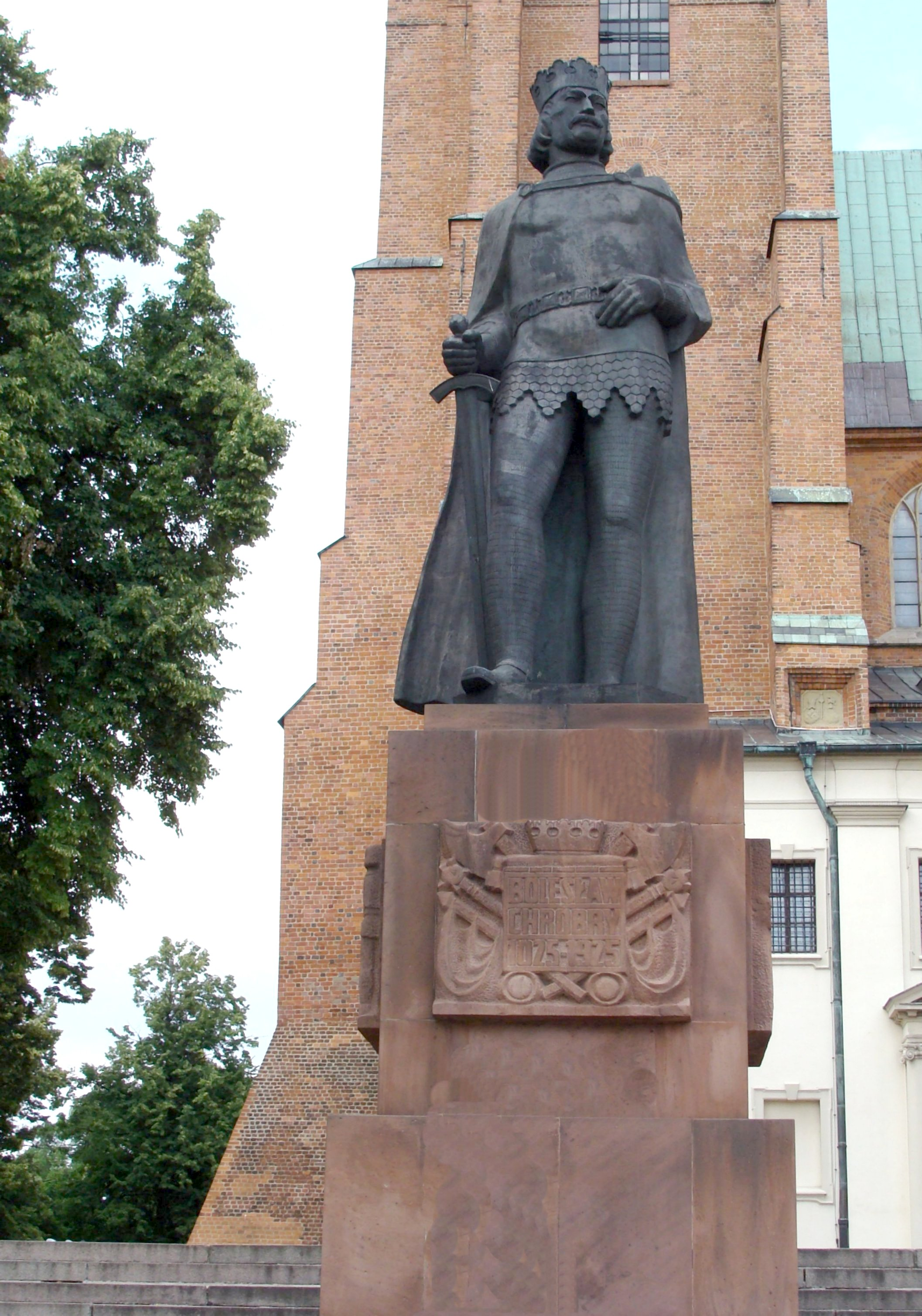
Standbeeld van Bolesław I ("de Koene").

Het jaar 1003 is het 3e jaar in de 11e eeuw volgens de christelijke jaartelling.

## Gebeurtenissen

### Europa
- 9 februari - Boleslav III ("de Rode") wordt hersteld in gezag door steun van Bolesław I ("de Koene"), hertog van Polen. Kort daarna, vluchten Boleslav's broers Jaromír en Oldřich naar Duitsland en plaatsen zichzelf onder de bescherming van koning Hendrik II ("de Heilige"). Ondertussen ondermijnt Boleslav zijn eigen positie door opdracht te geven tot een massamoord onder opstandige Boheemse edelen in Vyšehrad (huidige Tsjechië).[1]
- Bolesław I ("de Koene") annexeert Bohemen en delen van Moravië. Hendrik II ("de Heilige") eist dat hij hem hulde brengt om te worden bekleed met het Boheemse hertogdom – maar Bolesław weigert dit te doen. Duitse edelen onder bevel van Hendrik van Schweinfurt (aan wie het hertogdom van Beieren is beloofd). Hendrik sluit een alliantie met de Luitici-stammen in Quedlinburg om Bolesław uit de Saksische Oostmark te verdrijven.[2]
- Koning Robert II ("de Vrome"), gesteund door Normandische troepen van hertog Richard II ("de Goede"), valt Bourgondië binnen. De campagne mislukt en Roberts leger moet zich terugtrekken bij Auxerre. Na dit fiasco verstoot Robert zijn tweede vrouw, Bertha van Bourgondië. Na de scheiding trouwt hij met de 17-jarige Constance van Arles (dochter van wijlen graaf Willem I van Provence), die koningin-gemalin van Frankrijk wordt.[3]
- Koning Rudolf III van Bourgondië schenkt Humbert I ("Withand") het hertogdom Aosta. Hij wordt de eerste graaf van het Huis van Savoye.[4]

### Engeland
- Koning Sven I ("Vorkbaard") landt met een Deense Vikingvloot aan de oostkust en trekt plunderend door het platteland. Northumbria wordt door hem verovert en ingelijfd.[5]

### Religie
- 12 mei - Paus Silvester II overlijdt na een pontificaat van 4 jaar. Hij wordt opgevolgd door Johannes XVII als de 140e paus van de Katholieke Kerk.
- 6 november - Johannes XVII overlijdt na een pontificaat van ongeveer 7 maanden. Hij wordt begraven in Rome in de Sint-Jan van Lateranen.[6]
- 25 december - Johannes XVIII wordt gekozen (met steun van de Romeinse edelman Johannes II) tot de 141e paus van de Katholieke Kerk.[7]
- Oliba (Taillefer), een Catalaanse edelman, trekt zich terug in het klooster en wordt een abt in de benedictijner abdij Santa Maria de Ripoll.[8]
- Hugo I, burggraaf van Châteaudun, wordt aangesteld als aartsbisschop van Tours. Hij wordt opgevolgd door zijn neef Godfried I.
- Eerste schriftelijke vermelding van de dorpsgemeenschappen Mere en Munkzwalm (huidige België).

## Geboren
- Koenraad II ("de Jongere"), hertog van Karinthië (overleden 1039)

## Overleden
- 25 januari - Lotharius III, markgraaf van de Noordmark (r. 983 - 1003)
- 4 mei - Herman II, Duits edelman en troonpretendent (r. 997 - 1003)
- 12 mei - Silvester II (67), paus van de Katholieke Kerk (r. 999 - 1003)
- 6 november - Johannes XVII, paus van de Katholieke Kerk (r. - 1003)
- 24 december - Willem II ("de Grote"), hertog van Thüringen (r. 963 - 1003)
- 27 december - Emma van Blois, Frans edelvrouw en regentes (r. 993 - 995)
- Erik de Rode, Noors ontdekkingsreiziger en kolonist (waarschijnlijke datum)
- Vladivoj (of Lambert), Pools edelman en prins (Huis van Piasten)